# Stadion Kranjčevićeva
Stadion Kranjčevićeva je nogometni stadion u Zagrebu. Smješten je u Kranjčevićevoj ulici na Trešnjevci. Na stadionu su najduže nastupali NK Lokomotiva Zagreb i NK Zagreb, a prije Drugog svjetskog rata nastupala HŠK Concordia. Nakon što je 10. listopada 1946. formirano Fiskulturno društvo Zagreb, vlasti su mu dale na upravljanje stadion kojim je do kraja 2. svjetskog rata upravljala HŠK Concordia. Na stadionu se do 2025. godine nalazio i Velodrom Zagreb, biciklistička pista na kojoj su se održavale utrke nacionalnih prvenstava, tjedne utrke i treninzi sve do njegova rušenja pri obnovi nogometnog stadiona.
Stadion je imao natkrivenu zapadnu tribinu s 3850 sjedećih mjesta na kojoj su smještene počasna i novinarska loža, te istočnu tribinu s 1500 sjedećih mjesta. Za potrebe održavanja noćnih priredbi ima reflektore smještene na četiri čelična stupa visine po 36 metara.

## Nazivi
Od izgradnje 1921. godine do 1945. godine stadion nosi naziv Igralište Concordie. Nakon završetka Drugog svjetskog rata mijenja naziv u Igralište Slobode, te kasnije u naziv Igralište Zagreba. Nakon toga nazivan Stadion u Kranjčevićevoj, a danas nosi naziv Nogometni stadion Zagreb.

## Povijest
Izgradnja stadiona na Tratinskoj cesti, tada najvećeg u Zagrebu, započela je 1910-ih godina za potrebe HŠK Concordije te je završena 1921. godine. Oko travnatog nogometnog igrališta izgrađena je 1955. godine prema projektu zagrebačkog inženjera Milana Zrinjskog betonska biciklistička staza, koja je s vremenom dobila naziv Velodrom Zagreb.
 

U proljeće 1946. godine na stadionu se nakon utakmice Zagrebačke reprezentacije i Partizana (1 : 1) zapalio požar u kojemu su izgorjele prve drvene tribine. Godine 1978. dogodio se još jedan požar, u kojemu su izgorjele drvene tribine prenesene ondje nakon 1946. godine s Igrališta HAŠK-a. [nedostaje izvor]
Na stadionu je 28. svibnja 1991. izvedeno prvo postrojavanje Zbora narodne garde, koji su činili pripadnici policije i dijela vojske, što je označilo početak stvaranja Oružanih snaga Republike Hrvatske.
Stadion od zadnjeg uređenja 2018. godine kada su postavljene stolice na istočnu tribinu i postavljen novi hibridni travnjak ima kapacitet od 5350 sjedećih mjesta,[nedostaje izvor] uz počasnu novinarsku ložu. Iako je na igralištu Concordije odigrana 1931. prva utakmica pod rasvjetom, grom je 1987. godine pogodio prve stadionske reflektore u ovom dijelu Europe. Godine 2008. igralište je dobilo nove reflektore.

### Obnova 2025.
U studenom 2024. godine gradonačelnik Zagreba Tomislav Tomašević predstavio je projekt obnove stadiona u Kranjčevićevoj ulici. Ova obnova donosi modernizaciju infrastrukture, povećanje kapaciteta i poboljšanje uvjeta za igrače, navijače i medije. Kapacitet će se povećati s dosadašnjih 5350 na 11 163 mjesta, natkrit će se sve četiri tribine, ukloniti stari reflektori i postaviti nova LED rasvjeta, dok će se ispred stadiona izgraditi trg površine 6300m2. Dimenzija glavnog terena bit će 105x68 metara. Idejno rješenje obnove izradio je Arhitektonski fakultet u Zagrebu. Tomašević je 15. ožujka 2025. godine potvrdio odluku da će obnovu i izgradnju stadiona izvoditi austrijska tvrtka Strabag s rokom od 18 mjeseci za završetak projekta, a radovi su svečano otvoreni 28. travnja, kada su gradonačelnik i njegov zamjenik Luka Korlaet položili kamen temeljac.
U sklopu obnove stadiona trajno je srušen i velodrom oko njegovog nogometnog igrališta, posljednji sportski objekt u Zagrebu i Hrvatskoj namijenjen za biciklizam, olimpijsku disciplinu,[nedostaje izvor] a novi stadion neće imati zamjensku pistu, što je naišlo na žalbe biciklista. Izvješće gradske skupštine o velodromu iz studenoga 2023. godine donosi nekoliko prijedloga za smještaj nove, zamjenske piste: jedna u Remetincu, dvije na Jarunu, dvije u Trnjanskoj Savici te jedna u Španskome, no do kraja rušenja stadiona nije donesena odluka o izgradnji zamjenskoga velodroma.[nedostaje izvor] Vodič kroz proračun Grada Zagreba za 2025. godinu ne sadrži spomen ulaganja u novi velodrom.

## Najgledanije nogometne utakmice
- 2. rujna 1931., Zagrebačka reprezentacija – Madridska reprezentacija 2:1 (15 000 gledatelja)
- 18. veljače 1944., Građanski – Nagyvarad Atletik Club 1:0 (19 000 gledatelja)
- 7. travnja 1948., Dinamo – Crvena zvezda 5:1 (16 000 gledatelja)
- 4. travnja 1993., Zagreb – Hajduk 3:1 (17 000 gledatelja)

## Vanjske poveznice
|  | Zajednički poslužitelj ima još gradiva o temi Stadion Kranjčevićeva |